# Osman Necmi Gürmen
Osman Necmi Gürmen (né à Constantinople en Turquie le 5 septembre 1927 et mort le 28 juin 2015 à Paris 9e) est un écrivain de langue turque et française vivant à Paris et en Turquie.

## Biographie
Né à Constantinople d'un père originaire de l'est de la Turquie et d'une mère stambouliote, Osman Necmi Gürmen fait ses études secondaires au collège français Saint-Joseph. Diplômé en 1946, au lendemain de la Seconde Guerre mondiale, il séjourne à Paris comme étudiant et y obtient, en 1951, un diplôme de Hautes Études internationales. À Paris, avec d'autres étudiants turcs, il mène une vie de bohème, joue de la batterie dans différents orchestres, se consacre aussi à l'écriture.
Obligé de retourner en Turquie pour des raisons familiales, il y exerce plusieurs métiers : constructeur, exploitant agricole, hôtelier… Mais l'écriture demeure son désir le plus cher, son jardin secret.
À Siverek (sst de la Turquie) il exploite les propriétés familiales et se retrouve, malgré lui, au cœur d'une vendetta meurtrière qui dure jusqu'en 1966.
En 1967, il s'installe à Bodrum (sud-ouest de la Turquie) où il ouvre un des premiers hôtels de la presqu'île : l'hôtel Halicarnasse.
À partir de 1974, il partage sa vie entre la France (Paris) et la Turquie (Istanbul et Bodrum).
C'est en 1976 qu'il fait paraître aux éditions Gallimard son premier roman, écrit en français, L'Écharpe d'Iris. En 1978, il publie un second roman écrit en turc, Kılıç Uykuda Vurulur qui, traduit en français sous le patronage de l'Unesco, paraît sous le titre L'Espadon. Ce dernier est traduit en 1981 en norvégien (Sverdfisken).
Après un long silence éditorial, qui n'exclut pas un travail d'écriture continu et des publications dans des journaux ou revues, Osman Necmi Gürmen publie en turc, en 2006, un nouveau roman, Râna, qui s'inspire largement de la vie de sa mère. Suivent deux romans dont l'ancrage est historique : Mühtedi (Le Renégat), paru en 2006, dont l'action se place au XVIe siècle (roman traduit en japonais en 2009), Neydi Suçun Zeliha, paru en 2010, qui se situe durant la première croisade, dans la ville d'Édesse, et Yaban Gülleri, paru en 2014) dont l'action se déroule en Turquie dans les années qui précèdent la Seconde Guerre mondiale. Entretemps, un recueil de nouvelles, Saint-Michel'in Develeri (Les Chameaux de Saint-Michel) a vu le jour.
Auteur bilingue, Osman Necmi Gürmen a d'abord travaillé la langue française qui a irrigué sa culture avant de s'exprimer en langue turque. Son écriture attache de l'importance aux rythmes, sonorités, images susceptibles d'exprimer les tourments de l'âme : ceux de la folie, de l'amour, de l'espoir. Auteur masculin, Osman Necmi Gürmen sait exprimer l'intériorité douloureuse d'une femme à l'instar d'une Marguerite Yourcenar qui a fait revivre les Mémoires d'Hadrien. Les portraits sont rares dans ses œuvres et les descriptions de lieux ne servent qu'à suggérer le paysage intérieur du personnage qui les contemple. Ses romans font se côtoyer des hommes et femmes issus d'ethnies différentes : Grecs et Turcs dans une île de Chypre convoitée par les intérêts économiques et politiques (L'Espadon), Provençaux, Barbaresques, Juifs et Ottomans dans la Méditerranée du XVIe siècle (Mühtedi). Confrontés aux tourments de la vie, ses personnages le sont aussi aux aléas de l'Histoire qui forme une trame solidement documentée (Râna, Mühtedi, Neydi Suçun Zeliha). Dans ses nouvelles, le style se fait plus incisif pour exprimer, à la limite de la caricature parfois, l'absurdité de la société, le chaos de l'existence.
Il est inhumé au cimetière du Père-Lachaise (49e division).

## Œuvres
En langue française
- L'Écharpe d'Iris, Paris, Gallimard, 1976
- L'Espadon, Paris, Gallimard, 1979

En langue turque
- Râna, Istanbul, Kanat Kitap, 2006 et, en livre de poche, Everest Yayınevi, 2011
- Mühtedi, Istanbul, Kanat Kitap, 2007 et, en livre de poche, Everest Yayınevi, 2011
- Ah Vre Sevda, Istanbul, Kanat Kitap, 2008
- Saint-Michel'in Develeri, Istanbul, Kanat kitap, 2009
- Neydi Suçun Zeliha, Istanbul, Everest Yayınevi 2010
- Yaban Gülleri, Istanbul, Gölgler Kitap 2014